# Szkoła Podstawowa im. św. Stanisława Kostki w Chałupkach Dębniańskich
Szkoła Podstawowa im. św. Stanisława Kostki w Chałupkach Dębniańskich – szkoła o charakterze podstawowym w Chałupkach Dębniańskich.

## Historia
Szkolnictwo w Chałupkach Dębniańskich rozpoczęło się w 1905 roku. Przydatnym źródłem archiwalnym dla poznawania historii oświaty w Galicji są austriackie Szematyzmy Galicji i Lodomerii, które podają wykaz szkół ludowych, wraz z nazwiskami ich nauczycieli. W latach 1905–1906 szkoła była tzw. niezorganizowana, a od 1906 roku była już 1-klasowa (Dembno-Chałupki).

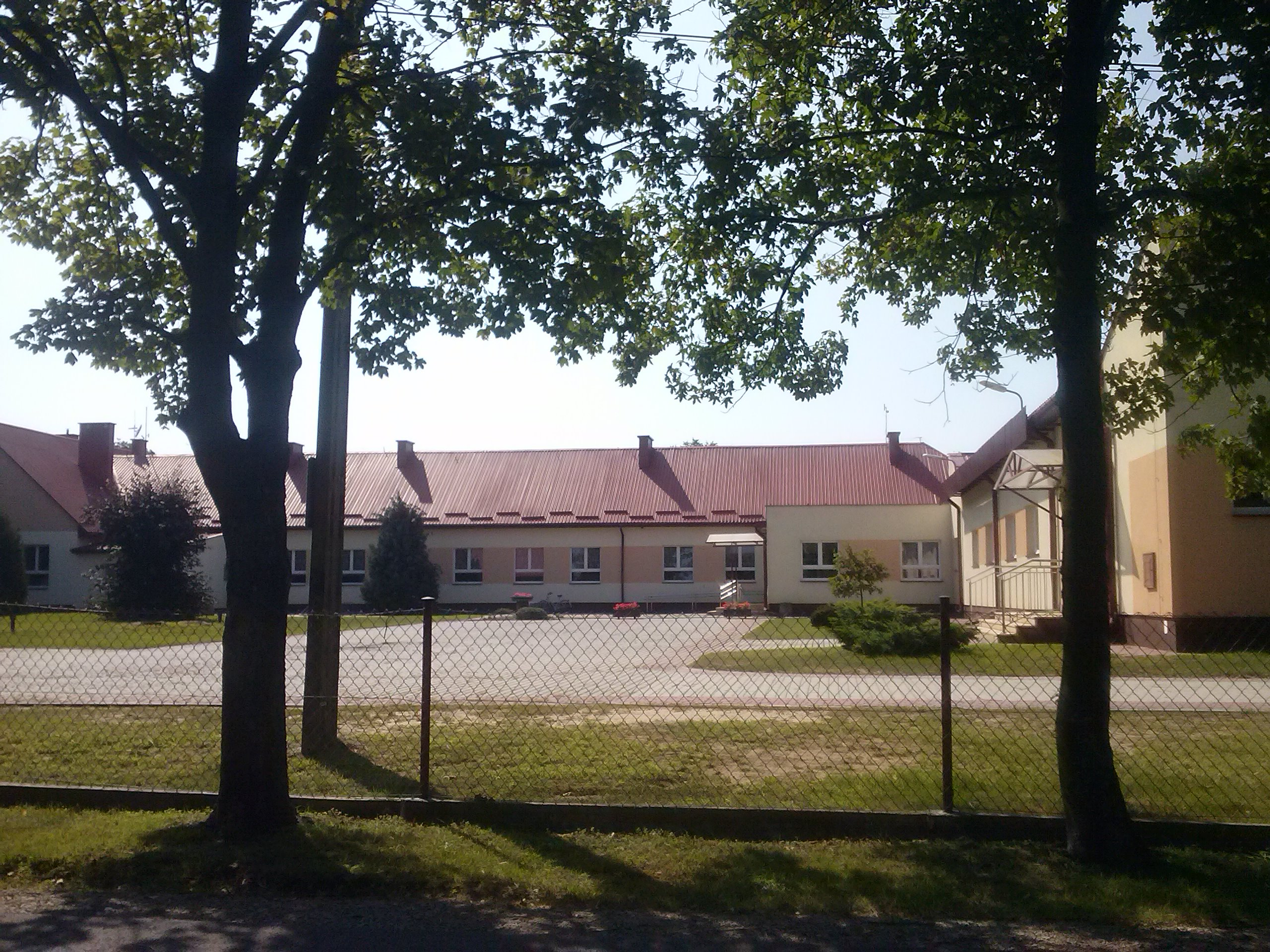
Szkola podstawowa (część dobudowana)

Początkowo szkoła mieściła się w domu prywatnym. W 1942 roku szkoła była 1-klasowa, parterowa z jedną salą lekcyjną, której kierownikiem był Władysław Zając. W 1967 roku dokonano rozbudowy szkoły, przez dobudowanie czterech nowych sal lekcyjnych, a po dwóch latach dobudowano następne dwie sale lekcyjne i salę gimnastyczną. W 1970 roku szkoła była 8-letnia, z siedmioma salami lekcyjnymi, której dyrektorem był Jan Potępa. W 1978 roku dyrektorem szkoły była Adela Rachwałowska.
Kierownicy szkoły.
1905–1906. Ludmiła Pauluk.
1906–1907. Kazimiera Łukawska.
1907–1908. Stanisława Orłowska.
1908–1912. Maria Kubik.
1912–1913. Kazimiera Śliwińska.
1913–1914?. Adela Dziembaj.